# Lətif Hüseynov
Lətif Hüseynov (* 1. Februar 1964 in Ağdam, Aserbaidschanische SSR) ist ein aserbaidschanischer Jurist und Richter am Europäischen Gerichtshof für Menschenrechte.

## Leben und Wirken
Hüseynov studierte Rechtswissenschaften an der Universität Kiew und erwarb dort 1986 sein Diplom in internationalem Recht. Ab 1988 war er als wissenschaftlicher Mitarbeiter an der Nationalen Akademie der Wissenschaften Aserbaidschans tätig. 1990 wechselte er als Dozent an die Staatliche Universität Baku. 1994 wurde er von der Universität Kiew zum Dr. iur. promoviert. 1996 wurde er an der Universität Baku außerordentlicher Professor. 2000 habilitierte Hüseynov sich an der Universität Kiew und wurde im folgenden Jahr ordentlicher Professor für internationales öffentliches Recht. Im selben Jahr wurde er Leiter der Verfassungsrechtsabteilung des aserbaidschanischen Parlaments. 2003 wurde er zudem Mitglied der Venedig-Kommission. Außerdem wurde er 2004 Mitglied und 2011 Präsident des CPT.
Ende 2016 wurde Hüseynov als Nachfolger von Xanlar Hacıyev als Vertreter von Aserbaidschan zum Richter am Europäischen Gerichtshof für Menschenrechte gewählt. Er trat seine voraussichtlich bis 2026 dauernde Amtszeit am 4. Januar 2017 an.